# الدرع الخيرية 1999
الدرع الخيرية 1999 (بالإنجليزية: 1999 FA Charity Shield)‏ هو الموسم 77 من الدرع الخيرية. أقيم بتاريخ 1 أغسطس 1999، وأشرف على تنظيمه الاتحاد الإنجليزي لكرة القدم، وفاز فيه نادي أرسنال.